# Patrick Joseph Hayes
Patrick Joseph Hayes (20 de novembro de 1867 – 4 de setembro de 1938) foi um prelado católico americano que serviu como arcebispo de Nova Iorque de 1919 até sua morte. Foi elevado ao cardinalato em 1924.

## Vida
Os pais de Hayes, Daniel e Mary Hayes (née Gleason), eram do Condado de Kerry, na Irlanda, e emigraram para os Estados Unidos em 1864. Seu irmão mais novo John nasceu em 1870. A mãe de Hayes morreu em junho de 1872. Seu pai se casou novamente em 1876 e sua meia-irmã Anastasia nasceu este ano. Com a idade de 15 anos, ele se mudou para sua tia e tio, que administrava uma mercearia onde ajudava.
Depois de frequentar a Academia de La Salle, ele estudou na Manhattan College, onde ele em filosofia e nas línguas antigas Latina e do grego entregou um desempenho excelente, e ele em 1888 com um Bachelor of Arts saiu com distinção. Em Manhattan, ele também conheceu seu amigo George Mundelein, mais tarde conhecido arcebispo de Chicago. Hayes então freqüentou o Seminário de São José em Tróia.
Hayes foi ordenado sacerdote em 8 de setembro de 1892 pelo arcebispo Michael Corrigan de Nova York. Continuou seus estudos na Universidade Católica da América, em Washington, DC, onde obteve a licenciatura em teologia católica em 1894 .
Após seu retorno a Nova York, ele se tornou curador da paróquia de São Gabriel no Lower East Side , que foi dirigida por John Murphy Farley (mais tarde Arcebispo de Nova York). Depois da nomeação de John Murphy Farley como Bispo Auxiliar de Nova York, ele serviu de 1895 a 1903 como seu secretário particular, chanceler da arquidiocese e chefe do seminário menor. Em 15 de outubro de 1907, ele foi premiado com o título de Prelado Honorário de Sua Santidade.
O Papa Pio X o nomeou em 3 de julho de 1914 Bispo auxiliar de Nova Iorque e Bispo Titular de Thagaste. O arcebispo de Nova York, John Murphy Cardeal Farley, deu-lhe a ordenação episcopal em 28 de outubro de outubro do mesmo ano na Catedral de São Patrício; Os co- consagradores foram Henry Gabriels, bispo de Ogdensburg , e Thomas Francis Cusack , bispo auxiliar de Nova York.
Em 24 de novembro de 1917, ele foi nomeado Vigário Apostólico da Diocese Militar nomeado. Como chefe do Ordinariato Militar dos EUA durante a Primeira Guerra Mundial, ele recrutou centenas de padres como oficiais ou capelães militares. Ele também foi um dos quatro membros episcopais do conselho do National Catholic War Council .
Após a morte do Cardeal Farley em setembro de 1918 Hayes foi nomeado em 10 de março de 1919, o quinto Arcebispo de Nova York e introduzido no gabinete do próximo 19 de março. Ele fundou as organizações de caridade da arquidiocese em 1920 e tornou-se conhecido como o Cardeal da Caridade. Em uma carta pastoral em 1920, ele condenou o aborto, a contracepção e o divórcio. Ele condenou a reunião da Liga Americana de Controle de Nascimento e chamou os participantes de "profetas da decadência". Ele saudou a eleição de Éamon de Valera como Presidente da República da Irlanda e doou ao Sinn Féin US $ 1.000.
Em 24 de março de 1924, o Papa Pio XI o levou Cardeal-presbítero de Santa Maria em Via. Há especulações de que o papa admissão ao Colégio dos Cardeais adiada, porque um grupo da Catedral de St. Patrick a partir da próxima Union Club para o aumento da Union Jack foi atingido por pedras, mas, no entanto, acolheu Pio Hayes calorosamente no consistório como o amor " irmãozinho ". O Cardeal não apoiou a proibição do álcool, mas apoiou a legislação para limitar a indecência no palco e defendeu a ajuda aos desempregados durante a Grande Depressão. Por Charles Coughlin elogiando o prefeito depois de Nova York Jimmy Walker (embora ele já Walkers falta de moralidade denunciado), porque ele tinha decidido que visitantes da igreja pode organizar um encontro religioso sem a permissão do cardeal. Ele usou seus 1932 Tammany salão contatos para apoiar os democratas na legislação Congresso para a proteção das escolas católicas na Filipinas . Hayes tinha um chalé nos Catskills em que as mulheres dominicanas viviam.
Hayes morreu de um ataque cardíaco e foi enterrado na cripta sob o altar da Catedral de São Patrício .
O cardeal Hayes High School, no Bronx é nomeado após ele.